# Plicanthus
Plicanthus là một chi rêu trong họ Anastrophyllaceae.